# フアン・マヌエル・バルガス
フアン・マヌエル・リスコ・バルガス（Juan Manuel Risco Vargas, 1983年10月5日 - ）は、ペルー・首都リマ出身の元サッカー選手。ペルー代表であった。現役時代のポジションはディフェンダー、ミッドフィールダー。

## 経歴

### 生い立ち
1983年10月5日にバルガスは、父レオナルド、母カルメンの子としてリマ市で生まれる。両親と祖母アレハンドラと共にリマ市西部の港町カヤオにて生活し、少年の頃からサッカーを楽しんでいた。12歳で地元の名門クラブであるウニベルシタリオ・デポルテスの下部組織の所属するが、実質的にはパスコ県にあるクラブ・デポルティボ・ユニオン・ミナスでサッカーを学ぶ。

### 南米時代
2001年、当時17歳であったバルガスはユニオン・ミナスの経営状況の悪化のためにウニベルシタリオ・デポルテスに引き戻され、同クラブに正式に所属した。同時期のトップチームには後のペルー代表監督ホセ・デル・ソラールもプレーしており、影響を受ける。当時のトップチームにはペルー代表のメンバーが揃っていたこともあり、バルガスは所属後1年間はプレー機会を与えられなかった。しかし、ウニベルシタリオ・デポルテスの経営状態も悪く、2002年にはトップチームに所属する選手数名がストライキを起こし、それを受けてクラブが給料の安い若手選手を中心にチームを再編成、バルガスに出場機会が巡ってくる。2002年11月24日にホームスタジアムであるエスタディオ・モヌメンタルで行われた対シエンシアーノ戦でプロデビューを果たす。そのデビュー戦は、62分に40メートルのロングシュートを決め、3対2の勝利に貢献するなど衝撃的なものであった。その後はレギュラーとしてプレーを重ね、3シーズンで72試合に出場、8ゴールをあげた。
2004年に国内リーグでの活躍が認められ、21歳でアルゼンチン1部リーグに所属するCAコロンに引き抜かれる。この頃にプレースキッカーとしての技術が向上し、シーズン最終戦の対ボカ・ジュニアーズ戦では、後のアルゼンチン代表のゴールキーパーロベルト・アボンダンシェリを破る印象的な直接フリーキックを決めている。同クラブで2シーズン過ごし、57試合出場、5ゴールという活躍をした。しかし個人の活躍とは裏腹にクラブは低迷し、イングランドプレミアリーグのクラブからのオファーもあったことから、さらなる飛躍を求めたバルガスはヨーロッパに活躍の舞台を移すことを決心する。

### イタリア時代

#### カターニア
2006年にポーツマスFCのオファーを断り、イタリアセリエAに所属するカターニアへ約300万ユーロの移籍金で念願であったヨーロッパへの移籍を果たす。当初、首脳陣からはすぐに新しいリーグへの適応することは難しく、ジャンルカ・ファルシーニの控えだろうと見られていた。しかし、プレシーズンにファルシーニが怪我で離脱し、レギュラーポジションを引き継ぐと予想以上の活躍をする。その後はそのままレギュラーとして出場機会をコンスタントに与えられ、1年目は33試合に出場する。2年目には対ACシエーナ戦において念願のセリエA初ゴールを決める。コッパ・イタリアのACミラン戦では、30メートルの距離のフリーキックをチームメイトのフォワードであるマスカーラにピンポイントで合わせ、ジェリコ・カラッツを破る得点を演出した。このシーズンは36試合に出場、サイドバックながら5得点をあげ、イタリアのメディアからはプレー内容と共にこのシーズンのセリエA最高の左サイドバックとの評価を受けた。実際に2007-08シーズンのセリエA最優秀ディフェンダー賞にノミネートされる。カターニアでは2年間で73試合出場6ゴールを挙げ、レアル・マドリードやASローマの国内外のビッグクラブから注目される選手へと成長を果たした。

#### フィオレンティーナ
2008年7月4日に、UEFAチャンピオンズリーグの出場を受け大型補強を進めるフィオレンティーナへ1200万ユーロの移籍金で移籍することが決定する。同年8月12日にUEFAチャンピオンズリーグの予備予選、対スラヴィア・プラハ戦でフィオレンティーナでの公式戦デビューを飾る。左サイドバックのスタメンで起用され、順調なデビューと思われたが、シーズン前半戦は主に守備の不安定さからメディアには酷評される。夏の代表戦のためチームに合流するのが最も遅く、チームメイトたちとの連携面の遅れも不調の原因であった。しかし、大金でバルガスの獲得を強く希望したチェーザレ・プランデッリ監督は辛抱強く起用し続ける。シーズン後半戦に入ると、チームの戦術が変更されたこともありバルガスはサイドバックからサイドハーフにコンバートされ、守備の負担を軽減される同ポジションで目覚しい活躍をするようになる。2009年4月11日、カンピオナートの対カリアリ戦でようやくフィオレンティーナでの初得点を決める。同4月25日には、チャンピオンズリーグ出場権を争っていたASローマ戦では得点と共に好パフォーマンスを披露、引導を渡す4対1の勝利に貢献した。さらに5月3日に行われた対トリノFC戦において唯一の決勝点 (1-0) を上げ、この試合においてチームは2年連続のチャンピオンズリーグ出場権をほぼ手中にした。
2009-10シーズンのUEFAチャンピオンズリーグの予備予選、対スポルティングCP戦においてチャンピオンズリーグ初得点を記録する。チームの本戦出場に大きく貢献した。その後のカンピオナートでも好調を維持、シーズン前半戦は17試合に出場しリーグ1位となる186本ものクロスを上げた。

#### レアル・ベティス
2015年8月12日、レアル・ベティスに移籍した。

## 人物
FIFAの公式サイトに、「新たなロベルト・カルロス」と紹介されるペルー代表のキャプテンである。ペルー国内では、スペイン語で「狂人、狂気の人」を意味する「エル・ロコ」(El Loco) の愛称で呼ばれている。2007-08シーズンにはセリエA最優秀ディフェンダー賞にノミネートされ、その後のフィオレンティーナでの活躍からレアル・マドリードなど国内外のビッグクラブから注目を集める。

## エピソード
- ロベルト・カルロスは「バルガスはあなたの後継者か？」という記者の質問に対して、これを認める発言をしている[6]。
- フィオレンティーナがバルガスの獲得を望んだのはチェーザレ・プランデッリ監督の強い意向のためである。
- 2009年末のクリスマス休暇中に、妻ブランカとの間に第2子となる娘のアニカが生まれた[4]。

## 個人成績
| 国内大会個人成績 | 国内大会個人成績   | 国内大会個人成績 | 国内大会個人成績 | 国内大会個人成績 | 国内大会個人成績 | 国内大会個人成績 | 国内大会個人成績 | 国内大会個人成績   | 国内大会個人成績   | 国内大会個人成績 | 国内大会個人成績 |
| 年度             | クラブ             | 背番号           | リーグ           | リーグ戦         | リーグ戦         | リーグ杯         | リーグ杯         | オープン杯         | オープン杯         | 期間通算         | 期間通算         |
| 年度             | クラブ             | 背番号           | リーグ           | 出場             | 得点             | 出場             | 得点             | 出場               | 得点               | 出場             | 得点             |
| ペルー           | ペルー             | ペルー           | ペルー           | リーグ戦         | リーグ戦         | リーグ杯         | リーグ杯         | オープン杯         | オープン杯         | 期間通算         | 期間通算         |
| ---------------- | ------------------ | ---------------- | ---------------- | ---------------- | ---------------- | ---------------- | ---------------- | ------------------ | ------------------ | ---------------- | ---------------- |
| 2002             | ウニベルシタリオ   | -                | プリメーラ       | 3                | 1                | -                | -                | -                  | -                  | 3                | 1                |
| 2003             | ウニベルシタリオ   | -                | プリメーラ       | 25               | 1                | -                | -                | CL 3               | 0                  | 28               | 1                |
| 2004             | ウニベルシタリオ   | -                | プリメーラ       | 41               | 6                | -                | -                | -                  | -                  | 41               | 6                |
| アルゼンチン     | アルゼンチン       | アルゼンチン     | アルゼンチン     | リーグ戦         | リーグ戦         | リーグ杯         | リーグ杯         | アルヘンティーナ杯 | アルヘンティーナ杯 | 期間通算         | 期間通算         |
| 2004-05          | コロン             | -                | プリメーラ       | 18               | 3                | -                | -                | CSF 2              | 1                  | 20               | 4                |
| 2005-06          | コロン             | -                | プリメーラ       | 36               | 1                | -                | -                | CSF 2              | 0                  | 38               | 1                |
| イタリア         | イタリア           | イタリア         | イタリア         | リーグ戦         | リーグ戦         | イタリア杯       | イタリア杯       | オープン杯         | オープン杯         | 期間通算         | 期間通算         |
| 2006-07          | カターニア         | 7                | セリエA          | 33               | 0                | -                | -                | -                  | -                  | 33               | 0                |
| 2007-08          | カターニア         | 7                | セリエA          | 36               | 5                | 4                | 1                | -                  | -                  | 40               | 6                |
| 2008-09          | フィオレンティーナ | 6                | セリエA          | 27               | 3                | -                | -                | CL 7               | 0                  | 34               | 3                |
| 2009-10          | フィオレンティーナ | 6                | セリエA          | 29               | 5                | 2                | 0                | CL 9               | 3                  | 36               | 8                |
| 通算             | ペルー             | ペルー           | プリメーラ       | 69               | 8                | -                | -                | 3                  | 0                  | 72               | 8                |
| 通算             | アルゼンチン       | アルゼンチン     | プリメーラ       | 54               | 4                | -                | -                | 4                  | 1                  | 58               | 5                |
| 通算             | イタリア           | イタリア         | セリエA          | 125              | 13               | 6                | 1                | 16                 | 3                  | 147              | 17               |
| 総通算           | 総通算             | 総通算           | 総通算           | 248              | 25               | 6                | 1                | 19                 | 3                  | 273              | 29               |

- プロ初出場 -2002年11月24日 シエンシアーノ戦 (エスタディオ・モヌメンタル)

## 獲得タイトル
- 2002年 カンピオナート・ディ・アペルトゥラ・エ・クラウスラ